# Theodor Brauer (Ethiker)
Theodor Brauer (* 16. Januar 1880 in Kleve; † 19. März 1942 in Saint Paul, Minnesota) war ein katholischer Sozialethiker und Vertreter der Katholischen Arbeitnehmer-Bewegung.

## Leben
Brauer engagierte sich in der christlichen Gewerkschaftsbewegung, zu deren Geschäftsführer er 1908 berufen wurde. Darüber hinaus leitete er die Christliche Gewerkschaftsschule in Königswinter.
Nach seinem Studium und der Promotion in Bonn habilitierte sich Brauer im Jahr 1922 und arbeitete anschließend als Professor der Nationalökonomie an der TH Karlsruhe. 1928 wurde er (als Nachfolger von Max Scheler) zum Direktor des Kölner Forschungsinstituts für Sozialwissenschaften ernannt. Zudem lehrte er als Honorarprofessor an der Universität zu Köln. Nach der Machtübernahme der Nationalsozialisten 1933 wurde das Forschungsinstitut zum 31. März 1934 geschlossen und das Dienstverhältnis mit Brauer aufgelöst. Trotz seiner Gegnerschaft zum Nationalsozialismus durfte er jedoch als Honorarprofessor zunächst weiter lehren. 1937 emigrierte er in die Vereinigten Staaten und folgte einem Ruf an das katholische College of St. Thomas (heute University of St. Thomas) in Saint Paul, Minnesota, wo er bist zu seinem Tod Nationalökonomie lehrte.
Brauer war der Konsumgenossenschaftsbewegung der Kölner Richtung verbunden. Er war unter anderem Lehrer von Eberhard Welty.
Auf Theodor Brauer gehen die Begriffe der „regulativen“ und „spekulativen“ Lohnpolitik zurück.

## Werke (Auswahl)
- Gewerkschaft und Volkswirtschaft. Gedanken und Hinweise. Fischer, Jena 1912, 2. Aufl. 1922.
- Bodenfrage und Arbeiterinteresse. Eine erste Einführung. Fischer, Jena 1916.
- Adolf Kolping (Klassiker katholischer Sozialphilosophie; Bd. 2). Herder, Freiburg im Breisgau 1923.
- Krisis der Gewerkschaften. Fischer, Jena 1924.
- Ketteler. Der deutsche Bischof und Sozialreformer. Hanseatische Verlagsanstalt, Hamburg 1925.
- Deutschen Sozialpolitik und deutsche Kultur (Schriften zur deutschen Politik; Bd. 13/14). Herder, Freiburg im Breisgau 1926.
- Christentum und öffentliches Leben. Volksvereins-Verlag, M.-Gladbach 1927.
- Der moderne deutsche Sozialismus. Herder, Freiburg im Breisgau 1929.
- Sozialpolitik und Sozialreform. Fischer, Jena 1931.
- Der Katholik im neuen Reich. Seine Aufgabe und sein Anteil. Koesel, München 1933.
- Die Erfüllung der Volkswirtschaft. Eine Studie über den „Gegenstand“ der Volkswirtschaftslehre. Fischer, Jena 1934.
- Der soziale Katholizismus in Deutschland im Lichte von Quadragesimo Anno (Religiöse Quellenschriften; Bd. 96). Schwann, Düsseldorf 1935.
- Adolf Kolping (Deutsche Priestergestalten). Butzon u. Bercker, Kevelaer 1935, 2. Aufl. 1936.